# Dolomiti Feltrine e Bellunesi
Dolomiti Feltrine e Bellunesi este o arie protejată (arie specială de conservare — SAC, sit de importanță comunitară — SCI, arie de protecție specială avifaunistică — SPA) din Italia întinsă pe o suprafață de 31.383 ha, integral pe uscat.

## Localizare
Centrul sitului Dolomiti Feltrine e Bellunesi este situat la coordonatele 46°11′10″N 12°03′03″E / 46.186111°N 12.050833°E.

## Înființare
Situl Dolomiti Feltrine e Bellunesi a fost declarat sit de importanță comunitară în septembrie 1995 pentru a proteja 3 specii de plante și 60 de specii de animale. Alte tipuri de protecție:
- arie de protecție specială avifaunistică (în august 2003)
- arie specială de conservare (în mai 2019)[1][2][3]

## Biodiversitate
Situată în ecoregiunea alpină, aria protejată conține 25 de habitate naturale: Izvoare petrifiante cu formare de travertin (Cratoneurion), Pante stâncoase calcaroase cu vegetație casmofită, Păduri acidofile de Picea de la nivel montan la nivel alpin (Vaccinio-Piceetea), Pajiști alpine și subalpine calcaroase, Tufărișuri cu Pinus mugo și Rhododendron hirsutum (Mugo-Rhododendretum hirsuti), Păduri de fag Asperulo-Fagetum, Păduri ilirice de stejar și carpen (Erythronio-Carpinion), Fânețe montane, Grohotișuri calcaroase și de șisturi calcaroase de la nivelul montan până la nivelul alpin (Thlaspietea rotundifolii), Păduri alpine de Larix decidua și/sau Pinus cembra, Păduri de fag din Europa Centrală dezvoltate pe sol calcaros cu Cephalanthero-Fagion, Pajiști cu Molinia pe soluri calcaroase, turboase sau argilos-nămoloase (Molinion caeruleae), Păduri de fag Luzulo-Fagetum, Mlaștini alcaline, Păduri ilirice de Fagus sylvatica (Aremonio-Fagion), Fânețe de joasă altitudine (Alopecurus pratensis, Sanguisorba officinalis), Râuri de munte și vegetația erbacee de pe malurile acestora, Liziere de ierburi înalte hidrofile de câmpie și de nivel montan până la alpin, Lespezi calcaroase, Păduri de pin (sub-) mediteraneene cu pini negri endemici, Păduri pe pante, grohotișuri și ravene de Tilio-Acerion, Pajiști alpine și boreale, Formațiuni ierboase bogate în specii de Nardus, dezvoltate pe substraturi silicioase în zone montane (și în zone submontane, în Europa continentală), Păduri de fag subalpine medio-europene cu Acer și Rumex arifolius, Pajiști uscate seminaturale și facies de acoperire cu tufișuri pe substraturi calcaroase (Festuco-Brometalia) (* situri importante pentru orhidee).
La baza desemnării sitului se află mai multe specii protejate:
- plante (3): clopțelul cu frunze de crin (Adenophora lilifolia), papucul doamnei (Cypripedium calceolus), moșișoare (Liparis loeselii)
- păsări (54): uliu porumbar (Accipiter gentilis), uliu păsărar (Accipiter nisus), minunița (Aegolius funereus), potârnichea de stâncă (Alectoris graeca saxatilis), fâsă de pădure (Anthus spinoletta), acvilă de munte (Aquila chrysaetos), stârc cenușiu (Ardea cinerea), ciuf-de-pădure (Asio otus), Bombycilla garrulus, cocoșul de mesteacăn (Bonasa bonasia), buha (Bubo bubo), caprimulg (Caprimulgus europaeus), barză neagră (Ciconia nigra), mierla de apă (Cinclus cinclus), șerpar (Circaetus gallicus), erete vânăt (Circus cyaneus), botgros (Coccothraustes coccothraustes), cristeiul de câmp (Crex crex), ciocănitoare pestriță mare (Dendrocopos major), ciocănitoare neagră (Dryocopus martius), Eudromias morinellus, șoim călător (Falco peregrinus), șoimul rândunelelor (Falco subbuteo), vânturel de seară (Falco vespertinus), ciuvică (Glaucidium passerinum), zăgan (Gypaetus barbatus), vulturul pleșuv sur (Gyps fulvus), Lagopus muta helvetica, sfrâncioc roșiatic (Lanius collurio), sfrâncioc cu cap roșu (Lanius senator), pițigoi moțat (Lophophanes cristatus), forfecuță gălbuie (Loxia curvirostra), Lyrurus tetrix tetrix, gaia neagră (Milvus migrans), gaia roșie (Milvus milvus), mierlă de piatră (Monticola saxatilis), cinghiță alpină (Montifringilla nivalis), alunar (Nucifraga caryocatactes), viespar (Pernis apivorus), pitulice de munte (Phylloscopus bonelli), pitulice sfârâitoare (Phylloscopus sibilatrix), ciocănitoare verzuie (Picus canus), ciocănitoarea verde (Picus viridis), pițigoi de munte (Poecile montanus), Ptyonoprogne rupestris, stăncuță alpină (Pyrrhocorax graculus), mărăcinar (Saxicola rubetra), sitar de pădure (Scolopax rusticola), huhurez mic (Strix aluco), silvie de zăvoi (Sylvia borin), Tachymarptis melba,  cocoș de munte (Tetrao urogallus), fluturașul de stâncă (Tichodroma muraria), mierlă gulerată (Turdus torquatus)
- amfibieni (1): izvoraș-cu-burta-galbenă (Bombina variegata)
- mamifere (1): râs eurasiatic (Lynx lynx)
- nevertebrate (3): rădașcă (Lucanus cervus), Rosalia alpina, Vertigo angustior
- pești (1): Salmo marmoratus

Pe lângă speciile protejate, pe teritoriul sitului au mai fost identificate 48 de specii de plante, 3 specii de amfibieni, 5 specii de mamifere, 2 specii de reptile.